# Guibemantis albomaculatus
A Guibemantis albomaculatus  a kétéltűek (Amphibia) osztályába és  a békák (Anura) rendjébe aranybékafélék (Mantellidae) családjába tartozó faj. 

## Előfordulása
Madagaszkár endemikus faja. A sziget északi részén, az Amber Mountain Nemzeti Parkban honos.

## Természetvédelmi helyzete
Újonnan leírt faj, a vörös lista nem tartja nyilván.